# Амбитус
Амбитус е музикален термин, с който се нарича музикалният интервал между най-ниския и най-високия тон на дадена мелодия, изпълнявана от човешки глас или музикален инструмент. Допълнително служи и за означаване на този интервал и в рамките на хорова или оркестрова партитура. Терминът възниква в традицията на грегорианското песнопение, където физическите възможности на човешкия глас имат огромно значение. В съвременната музика се използва рядко, основно в хоровата музика и най-вече като професионален жаргон в музикалната теория. Трябва да се прави разлика между амбитус и свързаното с него понятие теситура.